# フォード・コスワース・インディV8エンジン
フォード・コスワース・インディV8エンジン（Ford-Cosworth Indy V8 engine）は、コスワースによって開発・設計された2.65 L (162 cu in) V型8気筒ターボチャージャー付きレシプロエンジン。1976年から2007年までUSACチャンピオンシップ・カー・シリーズ、CART/チャンプカー使用された。

## 解説
チーム・ロータスのエンジニアだったキース・ダックワースとコーリン・チャップマンがフォードの支援を受けて1967年よりロータス・49に搭載したフォード・コスワース・DFVエンジンを1976年にパーネリ・ジョーンズによってインディカー用エンジンとして開発され、1978年から1987年までインディアナポリス500で10連覇を果たし、1977年から1987年までUSAC/CARTマニュファクチュアラー部門で優勝、1981年から1986年までインディカーで81連勝を記録するなど、通算153勝を挙げた。

## DFX
コスワースは、1975年にインディカー用のエンジンプログラムとしてDFXを開発。排気量を2.65 Lへと縮小し、ターボチャージャーを追加したことによって、DFXはインディカーレースの標準エンジンとなり、オッフェンハウザーに代わって1980年代後半まで活躍した。
1976年に向け、ヴェルズ・パーネリ・ジョーンズ・レーシングがDFVの2.65 Lターボ仕様を開発し、アル・アンサーのドライビングで1976年ポコノ500で初優勝を飾ると、ウィスコンシンとフェニックスで2勝を挙げ、ランキング4位となった。
ポコノで初優勝を飾った直後、コスワースはパーネリから2人の主要エンジニアを引き抜き、トーランスを拠点とし、エンジンを自ら開発・販売を行い、DFXとして名を知られるようになった。DFVがF1を席巻したのと同様にインディカー・レースを席巻し、1978年から1987年までインディ500を10連覇を果たすと、1977年から1987年までの間でUSACおよびCARTマニュファクチュアラー部門で11連覇、1981年から1986年にかけてインディカーで81連勝、通算153勝と成績を残し、DFSが登場するまで、DFXは840 bhp (630 kW) を超える出力を発揮していた。

## DFS
1986年、GMはイルモアに資金を提供し、マリオ・イリエンが開発したイルモア・インディV8によるレースの覇権を握り、フォードはDFXの再設計をコスワースに委託し、DFRを改良した。1989年には改良版となるDFS（「S」はショートストロークの略）を発表した。
DFSは、1989年にクラコ・レーシング（ボビー・レイホール）、ディック・サイモン・レーシング（アリー・ルイエンダイク）の2チームに投入され、優位性を取り戻すための開発の一環として行われた。インディ500では、両ドライバーともエンジントラブルでリタイアしたが、第8戦（メドウランズ）ではレイホールが優勝した。しかし、シーズン末にクラコはギャレスと合併し、プログラムを中止して供給先をシボレーに切り替えた。
1990年、スコット・ブレイトンとドミニク・ドブソンがファクトリーエンジンの開発を引き継いだが、優勝には至らず、1991年から1992年に他のCARTチームによって使用されたが、フォード・コスワースXBの導入後に廃止された。

## XB / XD / XF / XFE
Xシリーズは、DFXとDFSに代わるインディカー用のエンジンを設計し、1992年にXBがデビュー。マイケル・アンドレッティがポールポジション8回、優勝5回を記録しランキング2位、1993年にナイジェル・マンセルが優勝5回を記録し、XBエンジンでの初のチャンピオンに輝いた。1995年にジャック・ヴィルヌーヴがインディアナポリス500で優勝およびシリーズチャンピオンを獲得するなど、17戦中10勝という成績を残した。
1996年にはXBからXDへと置き換えられたが、XBはインディ・レーシング・リーグで複数のチームが使用し、インディ500で優勝した。
2000年にXDの後継機としてXFが開発され、2003年にチャンプカー・ワールド・シリーズのワンメイクエンジンに選ばれた。派生型のXFEは、2007年まで引き継いだ。2002年に15,000rpm超から12,000rpmに回転制限が引き下げられ、2004年モデルのXFEの定格出力は、1,054 mmHg（吸気ブースト圧）で750馬力 (559 kW; 760 PS)、最大出力は1130 mmHg（プッシュ・トゥ・パス時）で800 bhp (597 kW; 811 PS) 発生した。最高回転数は12,000 rpm（回転制限）、トルクは490 N⋅m (361 lbf⋅ft) で、ターボハウジングは、5.9 psi（12水銀柱インチ、絶対圧で41.5水銀柱インチ）のブースト圧で動作した。メタノール燃料エンジンは、スチール製のクランクシャフトとアルミニウム合金製のピストンを採用し、重量は120 kg (264.6 lb) 、全長は539 mm (21.2 in) だった。
2007年、フォードがシリーズのスポンサーを降板したため、フォードの名前が削除された。それと同時にエンジン変更がいくつか行われ、較正済みのポップオフバルブを除去し、エンジンエレクトロニクスに置き換えられた。定格寿命は、リビルド間で1,400マイル (2,300 km) で、エンジンはコスワースに送られてリビルドされた。また、ローラ・B02/00からパノス・DP01に切り替えた事で、エンジンへの空気の流れが改善された。2008年シーズン前にチャンプカーはインディカー・シリーズに統合されて以降、アメリカのモータースポーツへのエンジン供給を行っていない。